# Albert Dolhats
Pour le coureur cycliste français né en 1952, voir Guy Dolhats.
Jean Baptiste Dolhats dit Albert Dolhats, né le 18 février 1921 à Villefranque et mort le 25 novembre 2009 à Bayonne, est un coureur cycliste français. 

## Biographie
Fils d'agriculteurs et agriculteur lui-même, le coureur basque de 1,75 m et de 78 kg prend sa première licence en 1938 au Vélo Club de Tarnos. Il effectue une longue carrière professionnelle de 1944 à 1959.
Il est surnommé notamment Bébert les gros mollets.
L'un de ses deux fils, Guy Dolhats, est également coureur professionnel dans les années 1970. Le second, dénommé Christian, effectue une carrière cycliste à l'ACBB, sans toutefois rejoindre les rangs professionnels. Enfin, son petit-fils Julien Dolhats a couru en amateur à l'Entente Sud Gascogne de 2006 à 2011.

## Palmarès
- 1941
  - 2e du Circuit de la Chalosse
- 1943
  - 1re étape du Trophée Peugeot
  - 2e du Trophée Peugeot
  - 3e de Paris-Évreux
- 1946
  - 1re étape du Tour de l'Ouest
  - Circuit de la Chalosse
  - 2e de Paris-Reims
- 1947
  - Circuit du Marensin
  - 1re étape du Tour d'Algérie
  - 1reb étape du Circuit de la Soule
  - Circuit des Gaves
  - Circuit de l'Adour
- 1948
  - Bordeaux-Saintes
  - Circuit de la Chalosse
  - 2e étape du Circuit du Gers
  - 1re étape du Grand Prix de la Tomate
  - 3e du Circuit du Gers
- 1949
  - Bordeaux-Caugnac :
    - Classement général
    - 1re et 2e étapes

  - 10e étape du Tour du Maroc
  - 1re, 5e et 6eb étapes du Circuit des six provinces
  - 2e étape du Grand Prix de la Tomate
  - 2e du Grand Prix d'Espéraza
  - 3e du Tour du Maroc
- 1950
  - Circuit de la Chalosse
  - Bordeaux-Angoulême
  - 3e étape du Grand Prix de la Tomate
- 1951
  - Tour de Dordogne
  - Bordeaux-Angoulême
  - 2e et 5eb étapes du Tour du Sud-Est
  - 2e du Circuit de la Chalosse
- 1952
  - Circuit de la Chalosse
  - 4e étape de Paris-Nice
  - 6e étape du Tour d'Algérie
  - Circuit du Morbihan
  - 2e du Grand Prix Catox
  - 3e du Circuit du Marensin
  - 7e de Paris-Tours
  - 9e de Bordeaux-Paris
  - 10e de Paris-Côte d'Azur
- 1953
  - Grand Prix Catox
  - 2e de La Rochelle-Angoulême
  - 2e du Grand Prix d'Espéraza
  - 2e du Circuit de la Chalosse
  - 3e du Grand Prix de la ville de Vilvorde
- 1954
  - 1re étape du Tour de l'Ouest
  - 3e étape du Tour du Sud-Est
  - Grand Prix d'Izarra
  - 2e du Grand Prix d'Espéraza
  - 2e du Tour du Lot-et-Garonne
  - 7e de Paris-Bruxelles
- 1955
  - 2e du Circuit de l'Indre
- 1956
  - 2e étape des Boucles de la Gartempe
  - Grand Prix d'Issoire
  - 3e des Boucles du Bas-Limousin
  - 5e de Paris-Tours
- 1957
  - Bordeaux-Royan
  - Circuit du Cher :
    - Classement général
    - 2e étape

  - 2ea étape du Tour de l'Oise
  - 3e du Circuit de l'Indre
  - 4e de Paris-Tours
- 1958
  - Étoile du Léon
  - Tour de Corrèze
  - 2e de Bordeaux-Périgueux
- 1959
  - 3e de Bordeaux-Saintes
  - 3e du Tour du Loiret

## Résultats sur le Tour de France
3 participations
- 1949 : 42e
- 1952 : abandon (6e étape)
- 1956 : 78e